# Spertus Institute of Jewish Studies
Le Spertus Institute of Jewish Studies est un centre culturel situé à Chicago. Le centre est notamment connu pour l'architecture de son principal centre, construit en 2007 par le cabinet Krueck and Sexton Architects.